# Nîjnea Vilhova, Stanîcino-Luhanske
Nîjnea Vilhova (în ucraineană Нижня Вільхова) este localitatea de reședință a comunei Nîjnea Vilhova din raionul Stanîcino-Luhanske, regiunea Luhansk, Ucraina.

## Demografie
Componența lingvistică a localității Nîjnea Vilhova
     Rusă (95,15%)
     Ucraineană (4,12%)
     Alte limbi (0,12%)
Conform recensământului din 2001, majoritatea populației localității Nîjnea Vilhova era vorbitoare de rusă (95,15%), existând în minoritate și vorbitori de ucraineană (4,12%).